# 韓国海軍レーダー照射問題

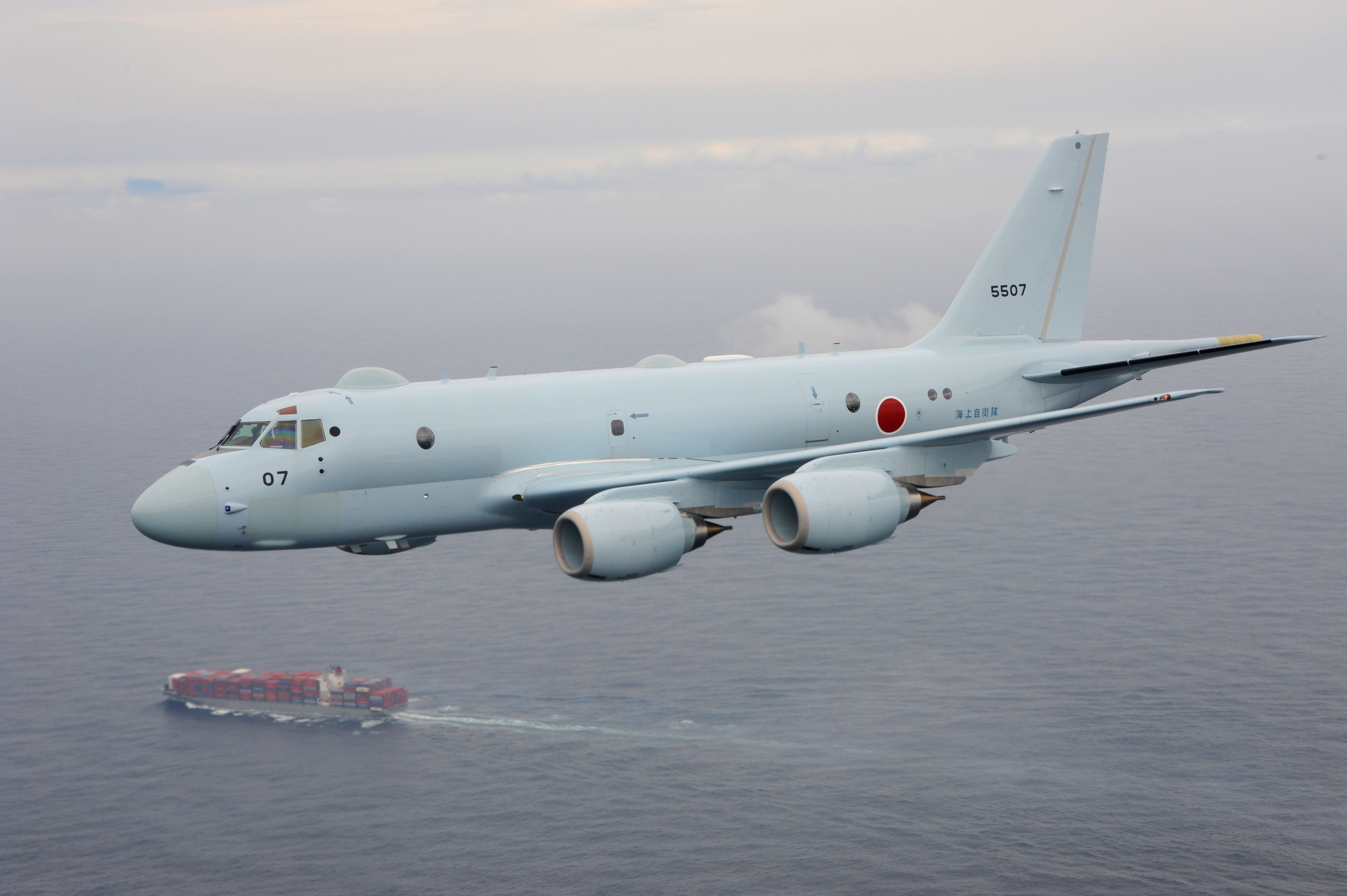
海上自衛隊のP-1哨戒機

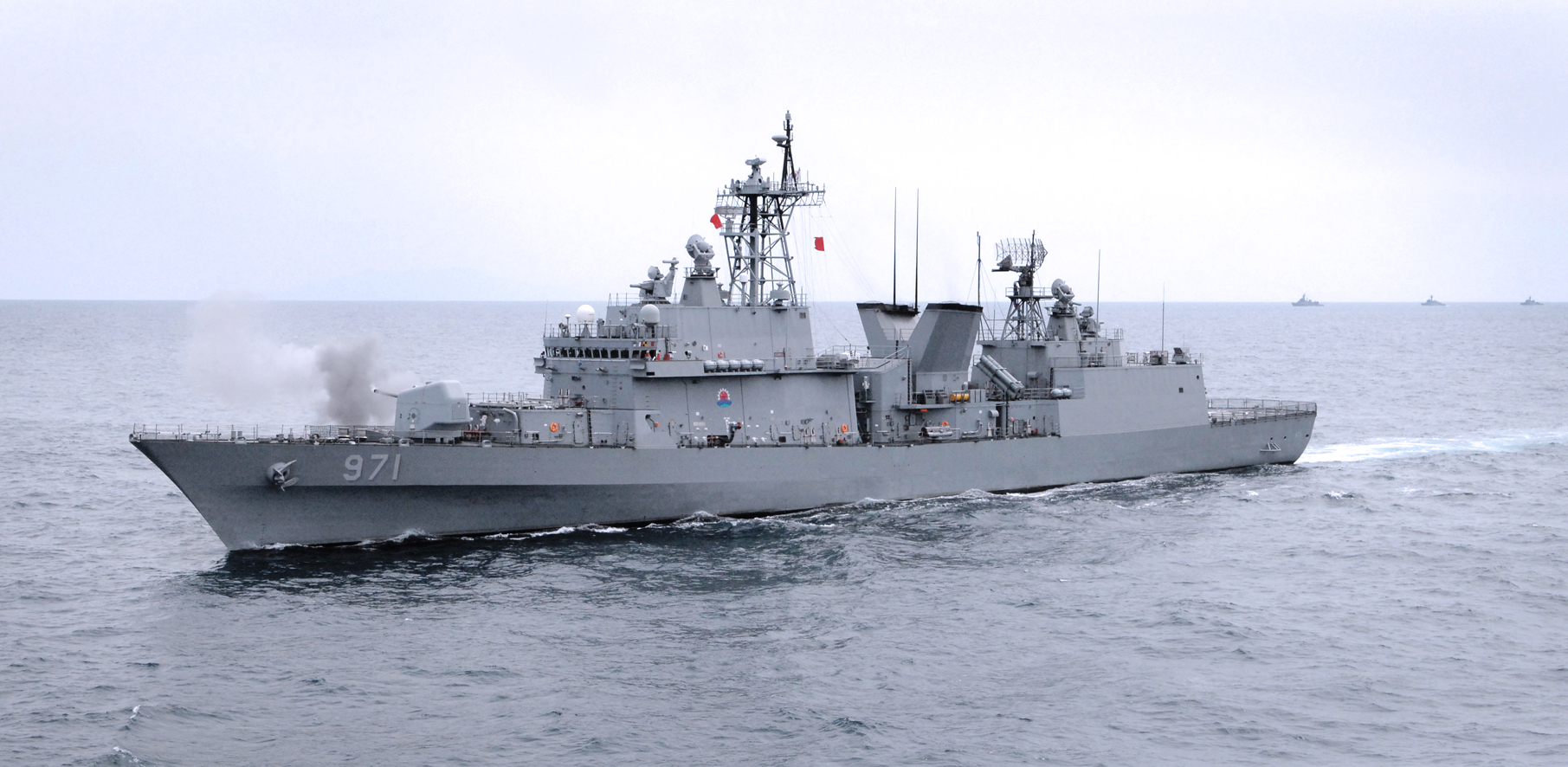
韓国海軍の駆逐艦「広開土大王」

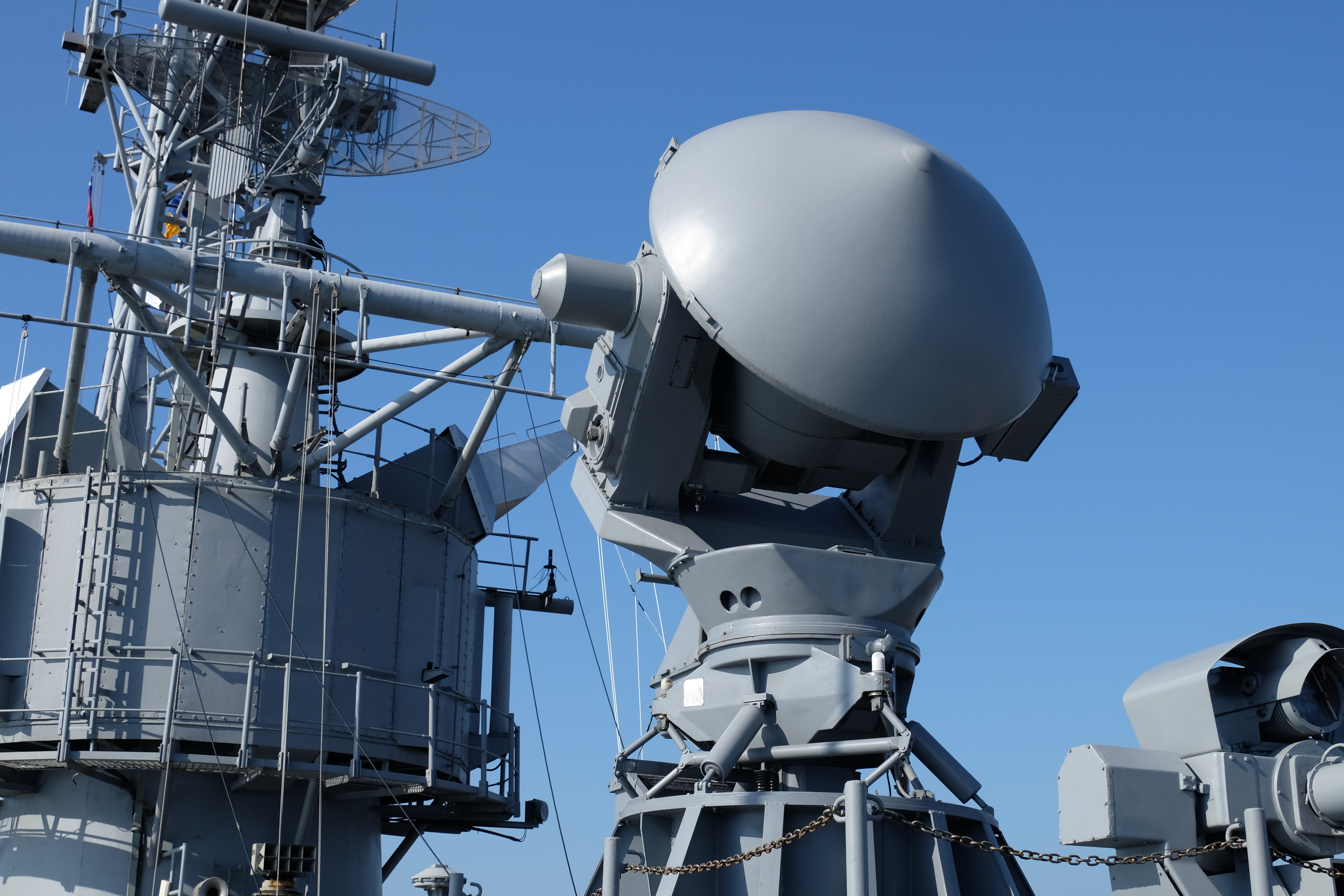
韓国海軍の駆逐艦「広開土王」にも搭載されているSTIR-180射撃指揮レーダー
（画像は台湾における中華民国海軍のフリゲート「蘭陽」に搭載のもの）

韓国海軍レーダー照射問題（かんこくかいぐんレーダーしょうしゃもんだい）とは、2018年（平成30年）12月20日15時頃、能登半島沖の日本海において韓国海軍の駆逐艦「広開土大王」（クァンゲト・デワン、DDH-971）が海上自衛隊のP-1哨戒機に対し、攻撃を意図する火器管制レーダー（射撃指揮システムで使用されるレーダー）を照射したとされる事件である。
日本国政府（安倍内閣）は韓国政府（文在寅政権）に対し「哨戒機に対する火器管制レーダー照射があった」と抗議する一方で、韓国政府は「使用していたのは探索レーダーで、哨戒機を追跡する目的ではない」「北朝鮮の遭難船のためにレーダーを稼働したのを日本側が誤解した」と主張するなど、主張が真っ向から対立している。また、韓国政府からは韓国海軍艦艇に日本の海上自衛隊機が低空飛行で接近し「威嚇飛行」を行ったと主張し、日本国政府が「威嚇飛行を行った事実はない」と同じく主張が真っ向から対立している。
この事件後の2019年2月には韓国軍内部で日本の航空機に対する対応指針が通達され、他国機に対しては行わない「追跡レーダー照射」が盛り込まれた。
なお、この記事では韓国政府が「日本の海上自衛隊機による再度の威嚇飛行」と主張する2019年1月23日の事案についても記述する。

## レーダー照射事案
2018年12月20日15時ごろ、日本の排他的経済水域 (EEZ) 内にある日本海の大和堆付近にて、海上自衛隊P-1哨戒機が、韓国海洋警察庁所属の5,000トン級警備艦「参峰」（サンボンギョ、ARS-5001）及びその搭載艇と思われるゴムボート2隻、そして韓国海軍駆逐艦「広開土大王」（クァンゲト・デワン、DDH-971）並びに漁船らしき小型の船を視認した。
その後の動向は日本・韓国で主張が食い違っている。

### 日本側の主張
防衛省は今回の件を「韓国海軍艦艇による火器管制レーダー照射事案」として公表。2019年1月21日に「最終見解」として以下のように述べている。
- 平素の警戒監視・情報収集の一環として、P-1が日本の排他的経済水域内を飛行中、韓国海軍の駆逐艦および警備救難艦を確認したため、写真撮影を実施していたところ、突然その駆逐艦から火器管制レーダーの照射を受けた。
- P-1はレーダー照射されたことを確認した後、直ちに安全確保のための行動（離隔）をとった。
- 火器管制レーダーの照射は火器の使用に先立って実施する行為であり、合理的な理由なく他国の航空機に照射することは危険な行為である。日韓両国が合意している海上衝突回避規範（CUES）では、レーダー照射は攻撃の模擬とされ、避けるべき動作の1つとして規定されている。
- 防衛省の専門部隊で解析したところ、「広開土大王」の火器管制レーダー（STIR-180）からのレーダー波を一定時間継続して複数回照射されていたことを確認した。近傍に存在していた救難艦（サンボンギョ）にはSTIR-180は搭載されておらず、「広開土大王」から照射されたことは明らかである。
- レーダー照射を受けたあと国際VHF (156.8MHz) 、UHF緊急周波数 (243.0MHz)、VHF緊急周波数 (121.5MHz)の3つの周波数で「広開土大王」に対して無線通信による呼びかけを行ったが、応答が一切なかった。韓国側は現場の通信環境が悪く、無線が聞き取れなかったとしているが、現場の海域は晴天で雲も少なく、通信環境は良好であった。また、現場から240キロメートル離れた位置を飛行していた航空自衛隊の練習機がP-1から「広開土大王」に対する呼びかけを聞き取っていた。これらの事実から、無線通信が明瞭に受信できなかったということは考えづらい。実際に、韓国側が公表した動画（後述）でもP-1からの呼びかけ内容は明確に聞き取ることができる。

### 韓国側の主張
大韓民国国防部は2019年1月7日に「日本は人道主義的な救助作戦の妨害行為を謝罪し、事実の歪曲を直ちに中断せよ！」と題する動画をYouTubeで公開し、以下の主張を行っている。
- 広開土大王が漂流していた北朝鮮の遭難船に対する救助作戦を実行していた際、日本の哨戒機（P-1）が低高度で進入し、威嚇飛行をした。その際、P-1は広開土大王の150メートル上空、500メートルの距離まで接近した。
- 日本側は国際民間航空条約および日本国の航空法を引用してP-1の飛行高度（150メートル）は国際法上問題ないと主張しているが、国際民間航空条約は民間機に適用される条約であり、軍用機には適用されない。それゆえ、日本は国際法を恣意的に歪曲して解釈している。
- 広開土大王は遭難船舶救助のために探索レーダーだけを運用していた。仮に韓国側がP-1に向けて火器管制レーダーを照射したならば、P-1は即座に回避行動をするべきだったにもかかわらず、レーダー電波を探知したことを確認しながらも広開土大王に再度接近する異常な行動を見せた。
- P-1が試みた無線交信内容は雑音が激しく、明確に聞こえなかった。
- 日本側が主張する火器管制レーダーの証拠があれば、実務協議で提示すればよい。
- 人道主義に基づく救助活動中の韓国海軍の艦艇に向けて威嚇的な飛行をしたことを日本側が謝罪するべきである。

### 両国が公開した資料
事件発生以降、両国政府によって発生時の映像・画像・音声データ等がWeb上に公開されている。

#### 日本側が公開した資料
P-1が撮影した事件発生時の映像（2018年12月28日）
事件発生当時にP-1から撮影された動画の中で、搭乗している自衛隊員の発言・交信内容も記録されている。2018年12月28日に一部、保全措置を講じた日本語・英語での字幕付き動画が公開され、その後1月6日に 韓国語版 の字幕付き動画も公開された。
この動画に対して、元アメリカ国防総省のポール・ジアラは「海上自衛隊側に挑発的な行動や危険な動きがあったようには見えなかった」とコメントしている。
レーダーの電波信号を音に変換した音声データ（2019年1月21日）
2019年1月21日、防衛省は広開土大王から火器管制レーダーが照射されたことの更なる根拠として2つの音声データを公開した。これらはP-1の乗組員が機上にて聴取していた探知レーダー波を音声に変換したものである。
火器管制レーダーは目標に対してレーダー波を継続的に照射して、その速度や位置を掴むものである。回転しながらレーダー波を出して周囲の目標を捜索するための捜索レーダーとは波形等のデータに明確な違いがあるため、レーダー波を解析すれば種類や発信源の特定が可能である。防衛省は、このレーダー波は火器管制レーダー特有の性質を示しており、なおかつ広開土大王から発せられたものであるのは明らかであるとしている。
さらに、防衛省は「客観的かつ中立的に事実を認定するためには、相互主義に基づき、日本が探知したレーダー波の情報と、韓国駆逐艦が装備する火器管制レーダーの詳細な性能の情報の双方を突き合わせた上で総合的な判断を行うことが不可欠」としており、12月27日および1月14日に実施された実務者協議において韓国側と証拠を突き合わせて共同で検証することを提案したが、韓国側はこれを受け入れなかったという。1月14日に実施された実務者協議では、防衛省側は証拠の1つとしてレーダー波の音声データを持参した上でその場で韓国側に聴取してもらうことを提案したが、韓国側はその提案も拒否しているという。
このデータに対し、韓国側は「探知日時、方角、電波の特性などが確認されておらず、実体の分からない機械音だ」と批判している。

#### 韓国側が公開した資料
日本の主張へ反論する動画（2019年1月7日）
- 日本は人道主義的な救助作戦の妨害行為を謝罪し、事実の歪曲を直ちに中断せよ！ - YouTube

YouTubeの韓国国防部公式チャンネルにて、8カ国語（韓国語・英語・ロシア語・日本語・スペイン語・フランス語・中国語・アラビア語）で動画が公開された。
映像内では、海自機へのレーダー照射を否定したほか、海自が人道主義的救助の現場で威嚇的な低空飛行をおこなった、日本側は国際法を恣意的に歪曲・解釈している、などと主張した。動画の長さは4分26秒で、このうち韓国側が撮影した部分は10秒間、残りは日本側が2018年12月末に公開した映像からの引用だった。
また、この動画のサムネイル画像は自衛隊機が広開土大王に向かって低空飛行しているかのような印象を与えるものであったが、このサムネイルに用いられた機体の画像は海上自衛隊と韓国海軍がウェブ上で公開している画像（事件とは異なる時期）を加工して使用しているとの指摘がなされた。後に韓国政府もサムネイル画像は編集したものであることを認めている。
元海上自衛官で金沢工業大学虎ノ門大学院教授の伊藤俊幸は、韓国側の新たな映像部分に「温かいお湯を・・」という音声が聞き取れることから、内容は韓国警備艇の北朝鮮船に対する救援活動を撮影したもので、自衛隊機は偶然映り込んだに過ぎないと述べている。

## 海上自衛隊P-3Cによる「威嚇飛行」とする韓国の抗議

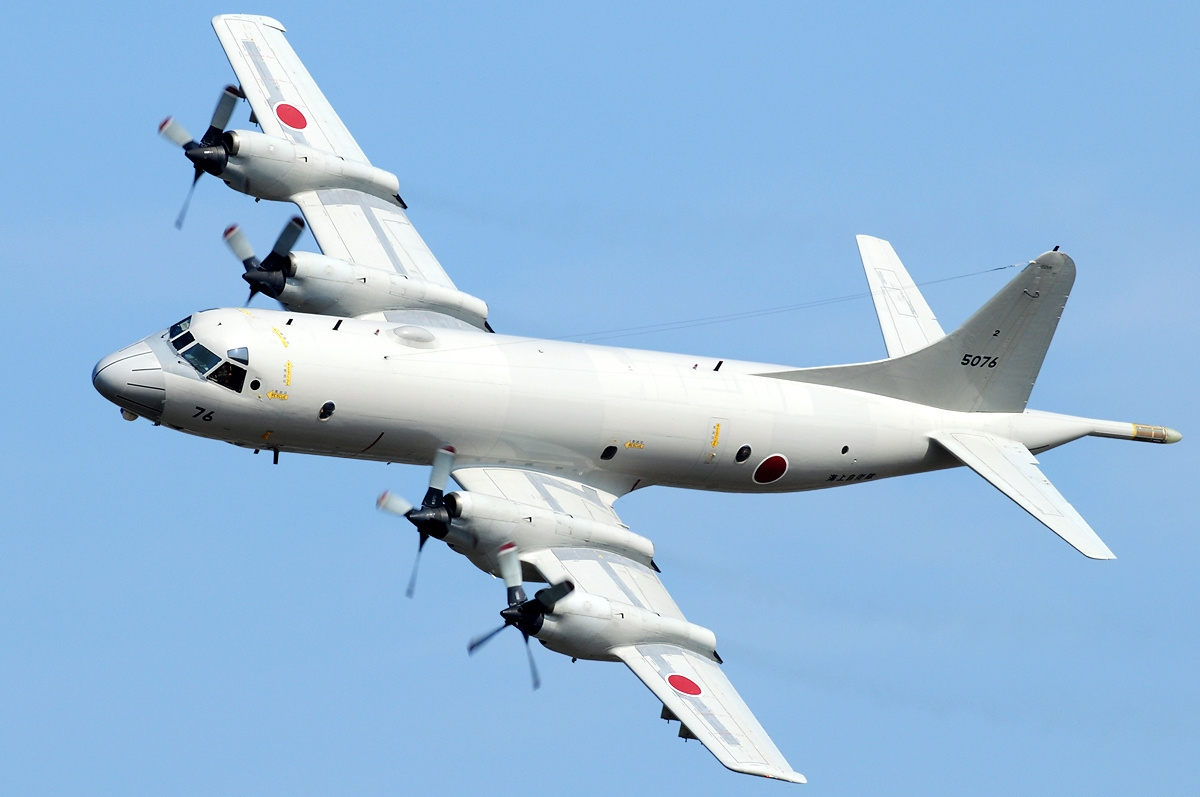
海上自衛隊のP-3C哨戒機

1月21日に日本の防衛省が韓国との交渉を打ち切ると宣言した翌々日の1月23日、韓国政府からは韓国海軍艦艇に日本の海上自衛隊機が低空飛行で接近し「威嚇飛行」を行ったとの抗議があった。日本政府は「威嚇飛行を行った事実はない」と、ここでも主張が真っ向から対立している。
韓国国防部は東シナ海の離於島付近の公海上（韓国側の公表写真によると、離於島の南西131キロ〈具体位置は北緯32度0.3分 東経123度42.9分 / 北緯32.0050度 東経123.7150度近辺〉）にて、海上自衛隊のP-3C哨戒機が韓国海軍艦艇に低空飛行（高度60～70メートル）で接近し、「威嚇飛行」を行ったとし、その際の画像5枚が1月24日に公開された。国防部は当初、画像ではなく映像を公開する予定だった。韓国側が映像の公開を取りやめた理由について、産経新聞は関係者の話として「節制した対応を取った」と報道しているが、AbemaNewsは「急いで撮ったため短い」と報道している。公開された画像5枚中2枚は赤外線カメラで撮影されたものであり、2枚は韓国側レーダーがP-3Cを捉えた写真、1枚は通常の写真である。韓国側は「機械は嘘をつかない」としており、日本側への有力な反論になるとの見方を示した。
一方で画像には水平線が写っておらず、最低でも高度70ｍ以上であること以外に判別が出来ない事など証拠価値に疑問が生じているが、韓国側は「赤外線画像で証明できる」としている。日本側は「高度150メートル以上を確保していた」としており、双方の主張は食い違っている状況である。
自衛隊哨戒機側は韓国海軍艦船のすぐ後ろを横切る、数十分にわたって横や周囲を付き纏うといった行動をとっている。韓国側は、遭難した北朝鮮の船の乗員を荒天の中で救助中のことであったため、関係者が自衛隊機の行動や爆音に驚かされて不測の事故が起きる危険があったと日本側を批判している（映像を見る限りでは悪天候ではなかったようだが、波などがどれほどの荒れようだったかまでは分からない）。
これら画像と韓国側からの抗議に対し、岩屋毅防衛相は「（日本側が）韓国の艦艇に脅威を与える意図も理由も何もない」「韓国側は軍艦、日本側は哨戒機であり、丸腰の哨戒機が近付いて脅威を感じるのは、むしろ哨戒機の方」と反論している。また、日本政府側は事実上、この事件時、国際的に禁止されているのはあくまで航空機が船の前方を横切る行為であり、高度を満たせば、後ろを横切ったり、横を通り抜ける分には水平面上は直近であっても差し支えないとの立場に立っている。
なお、この事件の発生地である離於島付近の海域は中国にも近い公海であるが、韓国側は自国の排他的経済水域だと主張している。

## 時系列等の推移詳細

### 2018年
- 12月20日 - 15時頃、能登半島沖において海上自衛隊第4航空群（厚木）所属P-1哨戒機が韓国海軍の駆逐艦から数分間、複数回に渡りレーダーを照射された[23][24]。現場は日本の排他的経済水域内で、竹島からは離れている[25]。防衛省の当該航空機は照射を受けた後、韓国側の艦船に無線で意図を問い合わせたが応答はなかった[26]。この段階では、自衛隊内に「韓国海軍が謝罪するよう、制服組同士で協議する時間を作るべき」との声もあったという[27]。
- 12月21日 - 総理大臣官邸の強い意向により、防衛省が事態の公表に踏み切る[27]。岩屋毅防衛大臣が記者会見を開き事件の内容を明らかにした[23]。記者団に「韓国側の意図ははっきりと分からない」としつつ、「極めて危険な行為だ」と批判した[28]。
- 12月22日
  - 韓国軍側の発表として、遭難した北朝鮮漁船の捜索に火器管制レーダー（射撃用レーダー、사격용 레이더）を使用していたが、自衛隊機を狙ったものではないと報じられる[29][30]
  - 防衛省は本事案について、慎重かつ詳細な分析を行い、当該照射が火器管制レーダーによるものと判断し、広範囲の捜索に適するものではなく、火器管制レーダーの照射は不測の事態を招きかねない危険な行為であり、仮に遭難船舶を捜索するためであっても、周囲に位置する船舶や航空機との関係において非常に危険な行為で、韓国も採択しているCUES（洋上で不慮の遭遇をした場合の行動基準）において、火器管制レーダーの照射は船舶又は航空機に遭遇した場合には控えるべき動作として挙げられていることをあげ、韓国側に再発防止を強く求めて行くことを発表した[31]。
- 12月23日 - 河野太郎外務大臣は直接的な批判を抑制し「日韓関係を前向きに進めるためにも政府一丸となった対応を（韓国側に）お願いしたい」と述べた[32]。
- 12月24日 - 金杉憲治外務省アジア大洋州局長が大韓民国外交部（ソウル）を訪れ、強い遺憾の意を表するとともに、再発防止を強く求めたが、韓国政府は追跡レーダー付属のカメラで自衛隊機を監視しただけで、探索用のレーダーは使用していたが、追跡レーダーからの電波放射は無かったと主張した[33][34][35]。これに対し岩屋防衛相は「事実関係の一部に誤認がある」と記者会見で指摘し、防衛省名義の文書で「火器管制レーダー特有の電波を、一定時間継続して複数回照射された」と反論する声明を発表した[36][37]。
- 12月27日 - 第1回実務者協議を実施。韓国側（ヘッドは合同参謀本部作戦部長の陸軍少将）は照射を否定した[27][出典無効] 。
- 12月28日 - 17時12分、防衛省はP-1が撮影した当時の映像を公表[38]。

### 2019年
- 1月2日 - 大韓民国国防部（以下、「国防部」）は、「友好国の艦艇が公海上で遭難漁船を救助している人道主義的状況で、日本の哨戒機が低空威嚇飛行をした行為そのものが非常に危険な行為」であったとして謝罪を求める声明を発表した[39][40]。
- 1月4日
  - 国防部が、韓国側の正当性を主張する映像を公開[41]。
  - 日本の防衛省（以下「防衛省」）は同日、ホームページにて、「大韓民国国防部の主張は、我々（防衛省）の立場とは異なるものである」という見解を示した[42]。
- 1月7日 - 韓国海軍参謀総長の沈勝燮（朝鮮語版）大将が、海軍第1艦隊司令部を訪問。「すべての諸隊は外国艦艇・航空機遭遇など海洋で発生し得るいかなる偶発状況にも作戦例規や規定、国際法に則り即刻に対応し、現場で作戦を終結させなければならない」と注意・叱責した[43]。同日夜、先日から公開していた反論動画に関し、新たに6ヵ国語を追加した計8ヵ国語分の映像を公開した。また、防衛省も新たに韓国語の字幕等を追加した動画を公開。いずれも動画の内容は変わっていない。
- 1月8日
  - 国防部は、友好国の軍用機が威嚇行動をした際のマニュアルを具体的に作成していることを明らかにした[44]。
  - 防衛省は、レーダー照射の決定的証拠となる電波情報を韓国側へ提示する用意があると発表した。
  - 韓国政府がレーダーの周波数を含むデータの日本側への提供を拒否していたことが、韓国の軍事関係筋により明らかになった。
- 1月14日 - 第2回実務者協議を実施。韓国海軍側から高官（ヘッドは合同参謀本部軍事支援本部長の夫石鍾（ブ・ソクチョン）海軍中将）が出席したことで日本側は事態の打開を期待したが、韓国は日本が提案したデータの情報交換を拒否する[27]。
- 1月19日 - 照射されたレーダーの電波信号を音に変換したものを新証拠として公開する方針を、防衛省が固めたことが報道された[45]。
- 1月21日 - 防衛省は「本件事案に関する協議を韓国側と続けていくことはもはや困難」との異例の声明を出し、「韓国レーダー照射事案に関する最終見解」と火器管制用レーダー探知音・P-1の当日の飛行ルート・過去に同艦に対して同様の接近をした際に撮影された写真（複数回実施されているが、それまでに韓国から抗議を受けたり問題視された実績はない）等を公開した[27][46]。
- 1月22日 - 国防部が「日本が両国関係と韓米日協力、さらには国際社会の和合に何の役にも立たない不適切な世論戦をこれ以上しないことを今一度厳重に求める」との立場文を出す[47]。
- 1月23日
  - 国防部が、東シナ海の離於島（中国名・蘇岩礁）付近で同日14時3分頃に日本の哨戒機が韓国海軍艦艇に対し「威嚇飛行」を行い、高度約60-70メートルまで接近した」とする声明を発表。更に、「韓国の忍耐し節制した対応にもかかわらず、日本は今月18、22日にも韓国艦艇に低空威嚇飛行をした」と主張[16]。対して日本側は「高度150メートル以上を確保していた」と主張する[48]。
  - 世界経済フォーラムが開催されているダボスで河野太郎・康京和両外相が会談。報道陣の前で康は「大変閉口し、遺憾に思っている」と抗議し、対して河野が「韓国側の発表は遺憾だ」と応酬するとともに「冷静かつ適切な対応を求める」と述べた[49]。
  - 国防部国際政策次長の李倞九（イ・ギョング）陸軍准将は、海上自衛隊の哨戒機が韓国海軍の艦艇に低空威嚇飛行を行ったと発表し、在大韓民国日本国大使館防衛駐在官の永島透1等陸佐・渡邉達也1等海佐を呼んで抗議した[50][51]。
  - 国防部が、今回日本の哨戒機による低高度での近接飛行を脅威になるものとして、軍が艦艇のすべての探知装備と武器システムを活用する方向で新たな対応行動指針を策定したとする。この指針には、警告通信に続き、射撃統制レーダー(STIR-180)の稼働、最悪の場合、武器システムも動員するという内容が含まれているという。緊迫した状況を前提とするため、艦長の権限で行われ、指揮部には事後報告でもよいとされる。国防部は、この対応行動指針の内容を「自衛権的措置」としたという。[52]
- 1月24日 - 国防部が、前日に飛行した自衛隊哨戒機を撮影した画像5枚を公開する[48]。
- 1月26日 - 鄭景斗国防部長官は釜山における海軍作戦司令部を訪問した際に威嚇飛行を取り上げた上で、「日本は威嚇を認めるどころか、韓国海軍によるレーダー照射を主張し韓国側に謝罪を求めている。これは友好国に対する非常識な言動だ」と非難した[53][54]。
- 2月 -  この頃韓国軍では「日哨戒機対応指針」という日本の哨戒機に対する新たな対処方針を通達している。1月に出された「第三国航空機対応指針」と異なり、日本の軍用機に対しては5段階で対処するように定め、2次警告通信にも応じず近距離を飛行した場合、「追跡レーダー照射」で対抗するように規定している。この方針は青瓦台安保室が主導して軍の案より強硬に作ったものであり、現場では「日航空機対応指針」は事実上有名無実だったとされる[55]。
- 2月4日 - 北朝鮮の韓国向け宣伝サイト「わが民族同士」が本件を取り上げ、「朝鮮半島の平和の雰囲気を壊してわが民族への再侵略野望を実現しようとする日本反動らの凶悪な計略が明るみに出た」などと日本を非難すると共に韓国に共闘を呼びかけた[56][57]。
- 6月1日 - 非公式の日韓防衛相会談がシンガポールで開催されたアジア安全保障会議の場を利用して行われたが、韓国の鄭景斗国防相は改めてレーダー照射問題を事実無根であると主張した[58]。

### 2021年
- 7月13日 - 国防部は、日本が防衛白書において竹島の領有権を重ねて主張したことについて、在韓日本大使館の国防関係者を呼んで抗議した。国防部はまた、この席で「私たちの艦艇が日本の哨戒機のレーダーを照射したという一方的な主張を繰り返し、2018年の大韓民国海軍国際観艦式に対する海上自衛隊艦艇不参加の責任を韓国側に転嫁するなど否定的技術を継続していることにも深い遺憾を表し、これらの内容の即時是正を強く要求した」と説明した[59]。

### 2022年
- 7月-朝鮮日報にて、イ・ヨンジュン元韓国外交部北核大使（韓国外務省北朝鮮核大使）[60]は、本事件を「北朝鮮の漁船一隻のために韓国海軍が自衛隊と対峙したありえない事件」とし、政権交代後に「国家による国民に対する犯罪行為」と問題視された文在寅政権による北朝鮮への脱北漁民強制送還事件・韓国公務員殺害事件と共に、政権による職権乱用であると報道している[61]。
- 8月 - 「国民の力」の申源湜（朝鮮語版）議員（元合同参謀本部次長）の質問により、文在寅政権において、日本の海上哨戒機に対して、韓国の現場指揮官が、火器管制用の追跡レーダーを照射する（この行為は、それに続く、艦砲やミサイル攻撃の意志を伝える）など「積極的に対応するよう」韓国海軍に指示をする「日哨戒機対応指針」が確認されたと報じられた。この指針は、韓国の防空識別圏（ＫＡＤＩＺ）を無断進入する中国や、領空を侵犯したロシアには適用されず、日本の航空機だけを対象としたものであり、公海上で唯一、日本との交戦だけは辞さないという趣旨となるものだった。キム・ジンヒョン前合同参謀本部戦略部長（予備役海軍少将）は、日本とは安全保障分野では協力する関係だとして「日本が攻撃する可能性が高くないにもかかわらず、指揮部が曖昧な命令で艦長に軍事的衝突を起こしかねない行動を委ねたのはやり過ぎ」と指摘した。また、イ・キボム延世大学法学専門大学院教授は「国家が自衛権を行使できるのは当然だが、自衛権行使に先立ち外交的関係も考慮しなければならない」と指摘した。申源湜によると、国防部はこの指針の破棄を検討していると述べている[4][5]。
- 11月17日 - 韓国国防部の定例会見にて、ムン・ホンシク副報道官がレーダー照射を改めて否定する[62]。

### 2023年
- 6月4日 - シンガポールで行われた浜田靖一防衛相と韓国の李鐘燮（イ・ジョンソプ）国防相との会談の結果、照射の事実解明を棚上げしたまま、類似事案の再発防止を図ることとなった[63]。
- 6月6日 - 酒井良海上幕僚長が記者会見で「事実関係の追求より今後の連携体制を早期に確立することの方がより重要だ」との見解を示した[64]。
- 6月12日 - 聯合ニュースの報道で、共に民主党の尹昊重（ユン・ホジュン）議員の質問に対する答弁で、李鐘燮（イ・ジョンソプ）国防部長官が「日哨戒機対応指針」の廃棄を進めているという日本側の報道は事実ではないと発言した。同指針の改定について検討したことがあるかについては軍事的なセキュリティを理由に回答しなかった[65]。

### 2024年
- 6月1日 - 木原稔防衛相と韓国の申源湜（シン・ウォンシク）国防部長官の会談で、韓国海軍による海上自衛隊機への火器管制レーダー照射問題を巡る再発防止策に合意した。事実解明がなされないままの決着となる[66]。合意した再発防止対策は、国際規範である海上衝突回避規範（CUES）に基づく。 CUESは、日本、米国、韓国、中国など25ヵ国が参加する海軍会議体である西太平洋海軍シンポジウム（WPNS）で、各国海軍の艦艇が海上で遭遇した時、偶発的な衝突を防ぐために採択した規則[67]。

## 田母神発言
2018年12月21日元航空幕僚長だった田母神俊雄はツイッターで、「日本政府が韓国に抗議したという。全く危険ではない」「火器管制レーダーは近年フェーズドアレイ方式で常時ほぼ全周に電波を出し続けている。だから周辺にいる航空機などには電波照射が行われてしまう。周辺にほかの航空機がいればそれらも電波照射を受けている」「韓国艦艇は海自の対潜哨戒機だけを狙って電波照射したのではないと思う。しかしミサイルが発射されるには艦艇内の複数部署で同時に安全装置を外す必要がある。だから火器管制レーダーの電波照射が即危険だということにはならない。」「戦時であれば直ちにチャフやフレアをまいてロックオンを外そうとする。平時は突然ミサイルが飛んでくることはないから大騒ぎしなくてよい」と書き込んだ。この反響は大きく、田母神の下には批判が殺到し、「私は韓国を弁護しているわけではない」とツイッターで釈明、12月23日には「詳しく話すと自衛隊や日本政府に迷惑をかける（中略）これ以上は言わない」と後退、しかし「今回ぐらいのことは世界中の軍が日常的にやっていることであり、電波照射をしてもミサイルが直ちに飛んでいかないような安全装置もかけられている」とした。軍事評論家の田岡俊次も「火器管制用のレーダーの照射を受けても、相手の艦がミサイルを発射機に装填していないとか、垂直発射機のフタを開けていなければ『引き金を引く寸前』ではない」とする。（ただし広開土大王に搭載されているVLSはミサイル発射時に蓋を破砕して開放するMk.48であるため、Mk.41のように発射前に蓋を開ける事は不可能である）
なお、日本・韓国ともに合意している「海上衝突回避規範」の2.8.1(a)によれば、火器管制レーダー等で模擬攻撃をすることは禁止されている（米軍戦闘機も、かつてしばしば民間機に急追接近し離脱するといった、訓練のために民間機を敵機に見立てた模擬攻撃とみられる行動をとっていた。）。しかし、実際に警告の必要があると判断した場合や自身が不安を感じていることの注意喚起のために、レーダー照射をすることまでは明文では禁止されていない。